# Tungia Baker
Tungia Dorothea Baker (Otaki, 8 ottobre 1939 – Otaki, 27 luglio 2005) è stata un'attrice neozelandese di etnia maori.
Come attrice, è nota per aver recitato in Lezioni di piano di Jane Campion.
È morta di cancro all'età di 65 anni, a Otaki, in Nuova Zelanda.

## Filmografia parziale
- Lezioni di piano (The Piano), regia di Jane Campion (1993)
- La leggenda di Johnny Lingo (The Legend of Johnny Lingo), regia di Steven Ramirez (2003)